# Caio Júnio Silano (cônsul em 17 a.C.)
Caio Júnio Silano (em latim: Gaius Junius Silanus foi um senador romano da gente Júnia que foi eleito cônsul em 17 a.C. com Caio Fúrnio.

## História
Já foi postulado que Silano seria parente de Marco Júnio Silano, cônsul em 25 a.C., talvez primo. Eleito cônsul em 17 a.C. juntamente com Caio Fúrnio, já foi proposto que Silano teria sido procônsul da Ásia entre 24 e 23 a.C., mas esta tese foi contestada e considerada altamente improvável. É possível que ele tenha sido pai biológico de Quinto Cecílio Metelo Crético Silano. Nada mais se sabe sobre ele.